# 国道383号
国道383号（こくどう383ごう）は、長崎県平戸市から佐賀県伊万里市に至る一般国道である。

## 概要
九州北西端の沖合に浮かぶ平戸島を南北に縦断して九州本土と結ぶ平戸大橋を渡り、平戸市田平町小手田免の平戸大橋入口交差点からを海岸線に沿って終点の伊万里市の国道202号交点（二里大橋交差点）とを結ぶ延長約55 kmの一般国道の路線で、主な通過地は、平戸市田平町小手田免、松浦市である。平戸市田平町小手田免 - 松浦 - 終点・伊万里間までは、国道204号との重複区間になるため、単独区間となる実延長約36 kmが平戸大橋と平戸島内にある。起点である平戸市志々伎町では、唐突に長崎県道19号平戸田平線から区間が変わる。

### 路線データ
一般国道の路線を指定する政令に基づく起終点および重要な経過地は次のとおり。
- 起点：平戸市（志々伎町、長崎県道19号平戸田平線上）
- 終点：伊万里市（二里大橋交差点 = 国道202号・国道498号交点、国道204号上）
- 重要な経過地：長崎県北松浦郡田平町[注釈 2]・松浦市
- 総延長 : 55.4 km（佐賀県 11.9 km、長崎県 43.4 km）重用延長を含む。[2][注釈 3]
- 重用延長 : 19.5 km（佐賀県 11.9 km、長崎県 7.6 km）[2][注釈 3]
- 未供用延長 : なし[2][注釈 3]
- 実延長 : 35.8 km（佐賀県 - km、長崎県 35.8 km）[2][注釈 3]
  - 現道 : 32.4 km（佐賀県 - km、長崎県 32.4 km）[2][注釈 3]
  - 旧道 : 3.4 km（佐賀県 - km、長崎県 3.4 km）[2][注釈 3]
  - 新道 : なし[2][注釈 3]
- 指定区間：なし[3]

## 歴史
- 1975年（昭和50年）4月1日 - 一般国道383号指定。

## 路線状況

### 重複区間
- 国道204号（長崎県平戸市田平町小手田免・平戸大橋入口交差点 - 佐賀県伊万里市二里町大里乙・二里大橋交差点（終点））

### 道路施設

#### 橋梁
- 長崎県
  - 平戸大橋[注釈 4]（平戸市）

## 地理

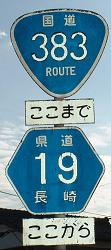
国道起点の標識 平戸市志々伎町

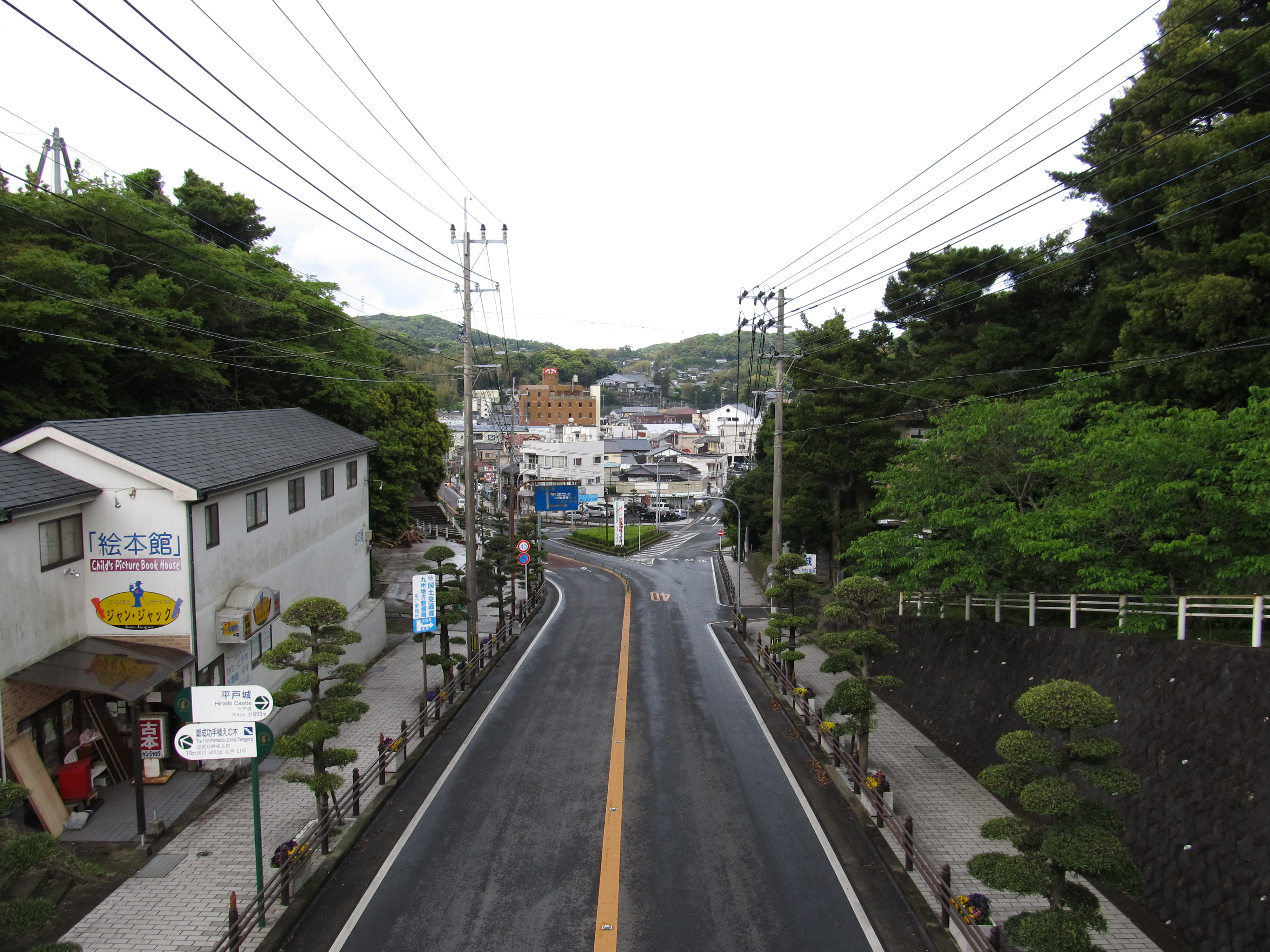
亀岡神社（平戸城跡）前を通る国道383号

### 通過する自治体
- 長崎県
  - 平戸市 - 松浦市
- 佐賀県
  - 伊万里市

### 交差する道路
| 交差する道路                                                    | 都道府県名 | 市町村名 | 交差する場所   | 交差する場所           |
| --------------------------------------------------------------- | ---------- | -------- | -------------- | ---------------------- |
| 長崎県道19号平戸田平線 重複区間起点                             | 長崎県     | 平戸市   | 志々伎町       | 起点                   |
| 長崎県道60号獅子津吉線                                          | 長崎県     | 平戸市   | 津吉町         |                        |
| 長崎県道19号平戸田平線 重複区間終点                             | 長崎県     | 平戸市   | 下中津良町     |                        |
| 長崎県道60号獅子津吉線 重複区間起点                             | 長崎県     | 平戸市   | 紐差町         |                        |
| 長崎県道60号獅子津吉線 重複区間終点                             | 長崎県     | 平戸市   | 紐差町         | 紐差交差点             |
| 長崎県道19号平戸田平線 長崎県道153号田ノ浦平戸港線              | 長崎県     | 平戸市   | 魚の棚町       | [ 注釈 5 ]             |
| 国道204号 重複区間起点 長崎県道258号平戸江迎線                  | 長崎県     | 平戸市   | 田平町小手田免 | 平戸大橋入口交差点     |
| 長崎県道152号田平港線                                           | 長崎県     | 平戸市   | 田平町山内免   | 田平港入口交差点       |
| 北松広域農道                                                    | 長崎県     | 平戸市   | 田平町里免     |                        |
| 長崎県道228号御厨江迎線                                         | 長崎県     | 松浦市   | 御厨町西田免   |                        |
| 長崎県道61号御厨田代江迎線                                      | 長崎県     | 松浦市   | 御厨町里免     | 御厨交差点             |
| 長崎県道256号星鹿港線                                           | 長崎県     | 松浦市   | 御厨町里免     | 星鹿入口交差点         |
| 国道204号 / 松浦バイパス                                        | 長崎県     | 松浦市   | 志佐町庄野     | 松浦バイパス入口交差点 |
| 長崎県道40号佐世保吉井松浦線 長崎県道144号松浦江迎線            | 長崎県     | 松浦市   | 志佐町庄野免   | 鹿爪橋交差点           |
| 長崎県道11号佐世保日野松浦線                                    | 長崎県     | 松浦市   | 志佐町浦免     | 連田橋交差点           |
| 国道204号 / 松浦バイパス                                        | 長崎県     | 松浦市   | 志佐町浦免     | 別荘踏切交差点         |
| E35 伊万里松浦道路                                              | 長崎県     | 松浦市   | 志佐町調川     | 調川IC                 |
| 長崎県道146号上志佐今福停車場線 重複区間起点                    | 長崎県     | 松浦市   | 今福町浦免     |                        |
| E35 伊万里松浦道路 長崎県道146号上志佐今福停車場線 重複区間起点 | 長崎県     | 松浦市   | 今福町東免     | 今福交差点 今福IC      |
| 佐賀県道316号川内野浦の崎港線                                   | 佐賀県     | 伊万里市 | 山代町立岩     |                        |
| 佐賀県道243号浦の崎停車場線                                     | 佐賀県     | 伊万里市 | 山代町立岩     |                        |
| E35 伊万里松浦道路                                              | 佐賀県     | 伊万里市 | 山代町久原     | 山代久原IC             |
| 佐賀県道242号楠久停車場線                                       | 佐賀県     | 伊万里市 | 山代町楠久     | 楠久交差点             |
| 佐賀県道・長崎県道5号伊万里松浦線                               | 佐賀県     | 伊万里市 | 山代町楠久津   | 楠久津交差点           |
| 国道202号 国道204号 重複区間終点 国道498号                      | 佐賀県     | 伊万里市 | 二里町大里乙   | 二里大橋交差点 / 終点  |

### 交差する鉄道
- 松浦鉄道西九州線

### 沿線
（重複区間を除く）
- 長崎県立猶興館高等学校
- 平戸城
- 最教寺
- カトリック宝亀教会
- カトリック紐差教会
- 長崎県立平戸高等学校